# Христо Стамболджиев
Христо Колев Стамболджиев е български революционер, деец на Вътрешната македоно-одринска революционна организация.

## Биография
Христо Стамболджиев е роден на 6 януари 1886 година в битолското село Смилево, тогава в Османската империя, днес в Гърция, в семейството на революционера Коле Стоянов Стамболджиев (1854 - 1906), убит от гръцко-андартска чета в нападението на Смилево на 27 август 1906 година. Христо Стамболджиев завършва четирикласно училище и се занимава с гребенарство. През 1903 година полага клетва пред ВМОРО и служи като куриер-разносвач. Включва се в селската смилевска чета, която се притича в едно сражение на помощ на Йордан Пиперката. Участва в Илинденското въстание и защитава родното си село, след което става четник при Стоян Донски и после при Дамян Мисков. След потушаването на въстанието е амнистиран и се занимава с легална дейност. След Втората световна война, като жител на Битоля подава молба за илинденска пенсия.